# Лапідарій

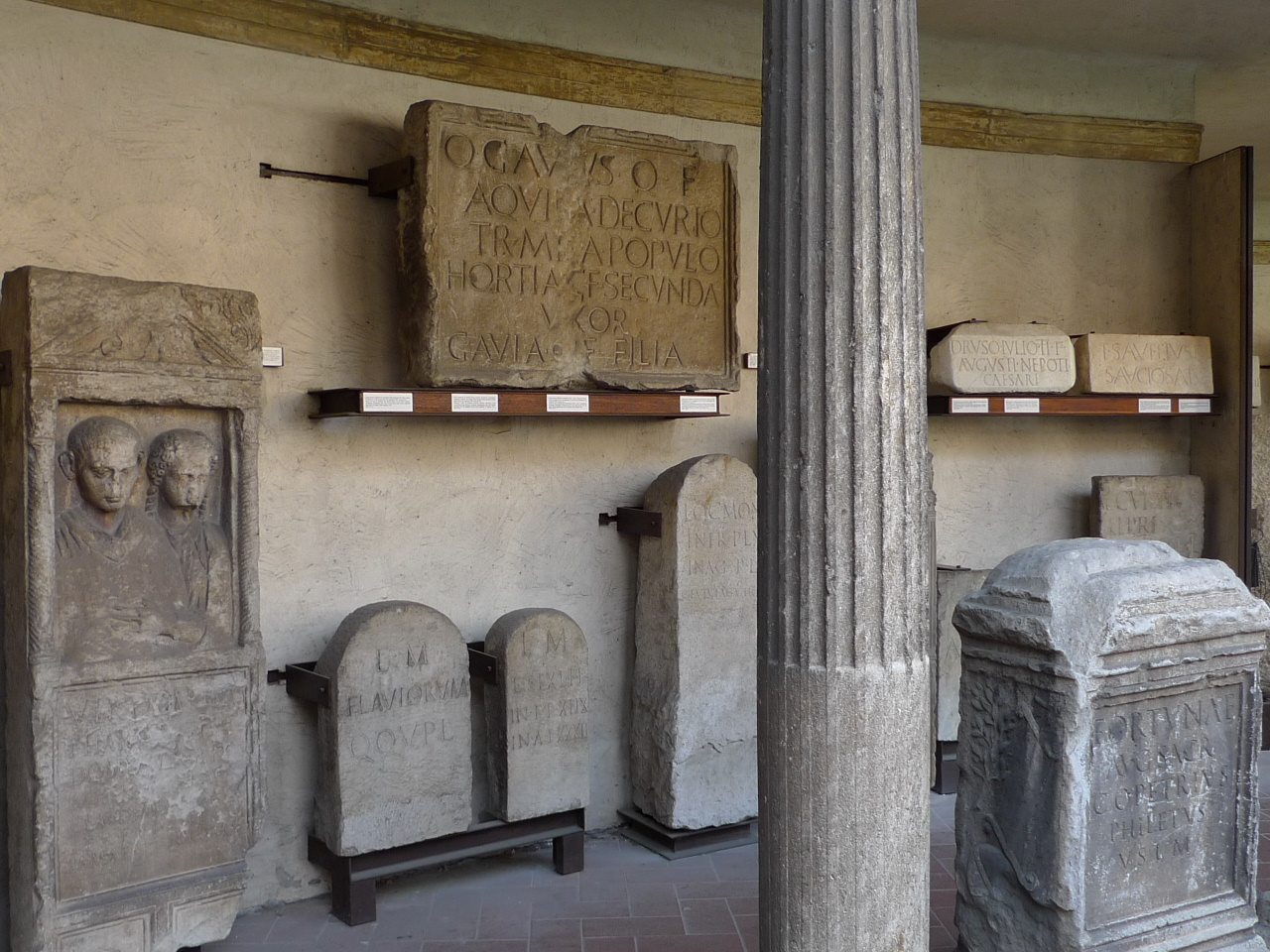
Музей-лапідарій Маффей, Верона

Лапіда́рій (від лат. lapis — камінь) — виставка зразків стародавньої писемності, виконаної на кам'яних плитах (у тому числі надгробках). Під дане поняття також підпадають залишки скульптур і будівель, тобто частини колись єдиного цілого (іноді невідомого походження), найчастіше виставлені в місцях археологічних розкопок.
Лапідарії виникли наприкінці XIX століття як приватні колекції аристократії, що захоплювалися древньою культурою. Великі лапідарії розташовані в таких місцях:
- Бельгія: м. Гент (Sint-Baafsabdij), м. Іпр (Sint-Niklaaskathedraal)
- Болгарія: м. Велико-Тирново, м. Монтана, село Нікюп, м. Плевен, м. Троян
- Нідерланди: м. Харлем (Музей Тейлора)
- Італія: м. Верона (Музей-лапідарій Маффей)
- Хорватія: м. Пореч, село Бронобичи; м. Чаковец
- Чехія: м. Прага (національний музей Lapidarium)
- Німеччина: м. Штутгарт (Stadtisches Lapidarium), м. Трір (Bischofliches Dom- und Diozesanmuseum)
- Україна: м. Севастополь, Херсонес (Національний заповідник «Херсонес Таврійський», м. Керч, Керченський історико-культурний заповідник)